# Arbeitsgericht Stettin
Das Arbeitsgericht Stettin war ein Gericht der Arbeitsgerichtsbarkeit mit Sitz in Stettin.

## Geschichte
Gemäß Arbeitsgerichtsgesetz vom 23. Dezember 1926 wurden in Deutschland Arbeitsgerichte gebildet. Diese waren nur in der ersten Instanz organisatorisch selbstständige Gerichte, die Landesarbeitsgerichte waren den Landgerichten zugeordnet. Am Landgericht Stettin entstand so 1927 das Landesarbeitsgericht Stettin als eines von zwei Landesarbeitsgerichten im Bezirk des Oberlandesgerichtes Stettin. In Stettin entstand das Arbeitsgericht Stettin. Sein Sprengel umfasste den Bezirke der Amtsgerichte Altdamm, Bahn, Fiddichow, Gartz, Greifenhagen, Neuwarp, Penkun, Pölitz, Stepenitz und Stettin. Es bestand jeweils eine Kammer für Arbeiter, für Angestellte und für Handwerk. Daneben bestand eine Kammer für die Mitarbeiter der Reichsbahndirektion Stettin.
Nach der Besetzung Deutschlands durch die Alliierten wurden 1945 die Deutschen vertrieben und die Geschichte des Arbeitsgerichts Stettin endete.